# Kristkův dům
Kristkův dům je budova, která byla sochařem a brněnským rodákem Lubo Kristkem (*1943) upravena do podoby asambláže a přináší výtvarné zpracování mýtu o Sisyfovi. Nachází se v Brně-Černých Polích na rohu ulic Tišnovská a Trávníky.

## Historie vzniku
Surrealista Lubo Kristek se narodil v Brně a v dětství žil na Tišnovské ulici. V roce 1968 emigroval do tehdejšího Západního Německa, odkud podnikal studijní cesty do mnoha dalších zemí. V roce 2015, po celoživotní pouti, se na tuto ulici vrátil a prostřednictvím Kristkova domu přinesl výtvarný cyklus nazvaný Sisyfiade aneb Balvan v čase. Osudový návrat v jeho mysli zrodil představu filmového zpracování Sisyfova příběhu. V duchu příběhu Kristek proměnil i svůj dům, který se stal filmovou scénu a monumentální asambláží.

## Popis

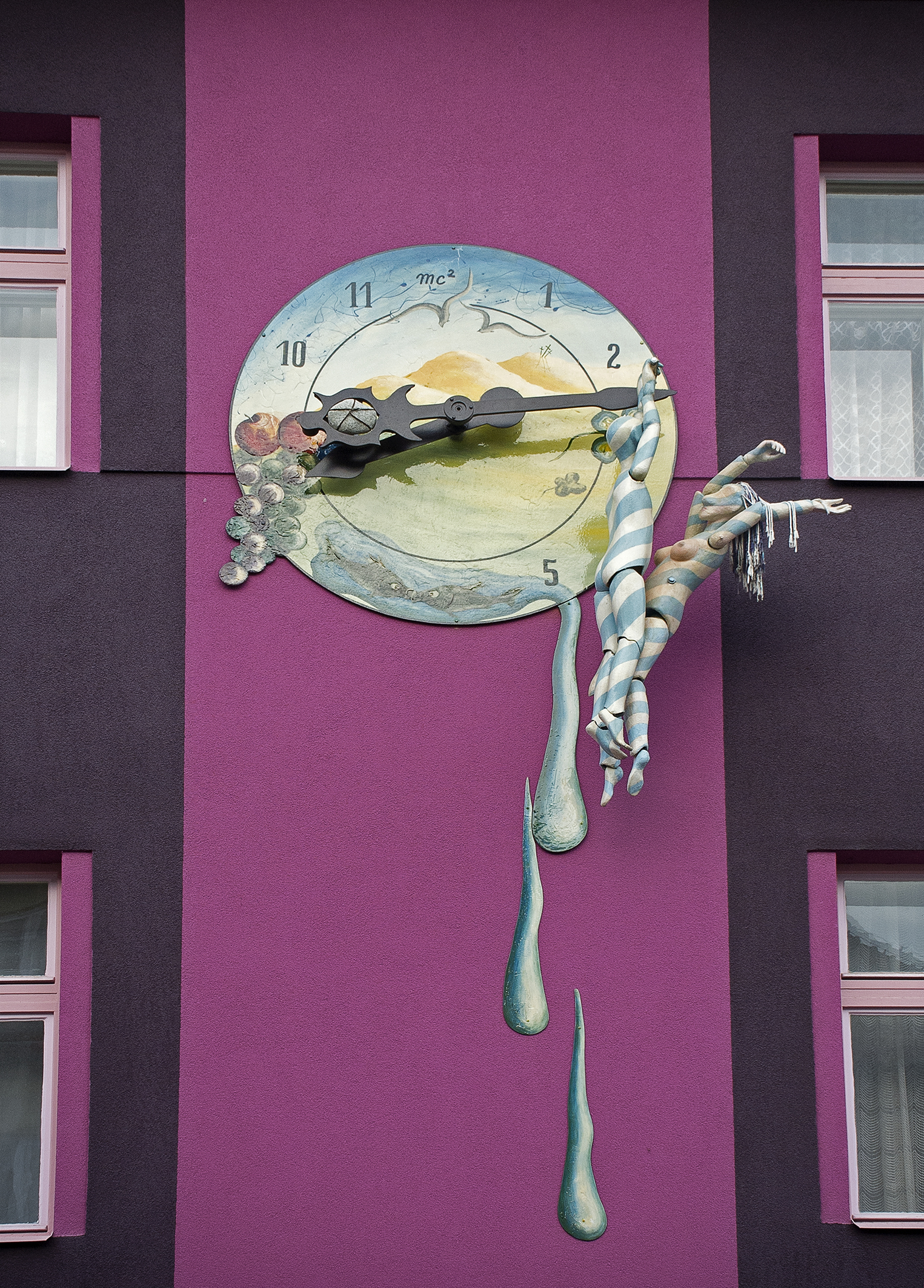
Sisyfův stroj času na Kristkově domě

Původní myšlenka vychází z mýtu o Sisyfovi, obzvláště z nového pohledu, který uvádí francouzský spisovatel a dramatik Albert Camus a dále rozvíjí český dramatik a herec Jiří Voskovec, s nímž se Kristek setkal v 70. letech během své šňůry výstav v USA. Voskovcovy úvahy zaznamenané na gramofonové desce Relativně vzato se soustředí na osvobození Sisyfa, uvězněného v neodvratném osudu, ve chvílích, kdy sestupuje z vrcholku kopce k jeho úpatí pro balvan. V těchto chvílích je naprosto svobodný - nemá "balvan". Lubo Kristek toto pojetí dále rozvíjí a transformuje do časových souvislostí – Sisyfa nechá obíhat na minutové ručičce ciferníku.
| „              | Sysifos je takto lapen v lidském čase, když obíhá na ručičce ciferníku. Od šestky se snaží brzdit čas, po překlenutí vrcholu relativity ho však čeká ulehčení a naplnění tužeb, přestože je obklopen čím dál více absurdním a nemocným světem. | “ |
| — Lubo Kristek | |   |

Hodinový stroj speciálně pro Sisyfův stroj času navrhla a realizovala firma Elekon (Vyškov), odborník na věžní a fasádní hodiny (bylo třeba vyřešit zejména zátěž a vyvážení). Systém zajišťuje přesný čas i jeho automatickou změnu. Obzvláště zajímavý je přechod z času letního na zimní.
Další zákoutí domu je spojeno s Kristkovou úvahou, že lokálka Tišnovka nikdy nezanikla, dodnes existuje a je třeba ji umělecky zviditelnit. Proto je zasazena do autorova tvůrčího symbolu – nebeské dálnice. Nad tím vším se ve volném prostoru vznášejí dva ptáci, kteří se osvobodili ze svých skořápek (připomínka ab ovo, tedy z vejce či od počátku). Autor vnímá dům jako živou, stále se měnící bytost. Dominantu monumentální asambláže tvoří zlaté ruce vztahující se k nebi a chránící živý strom.

## Kontext

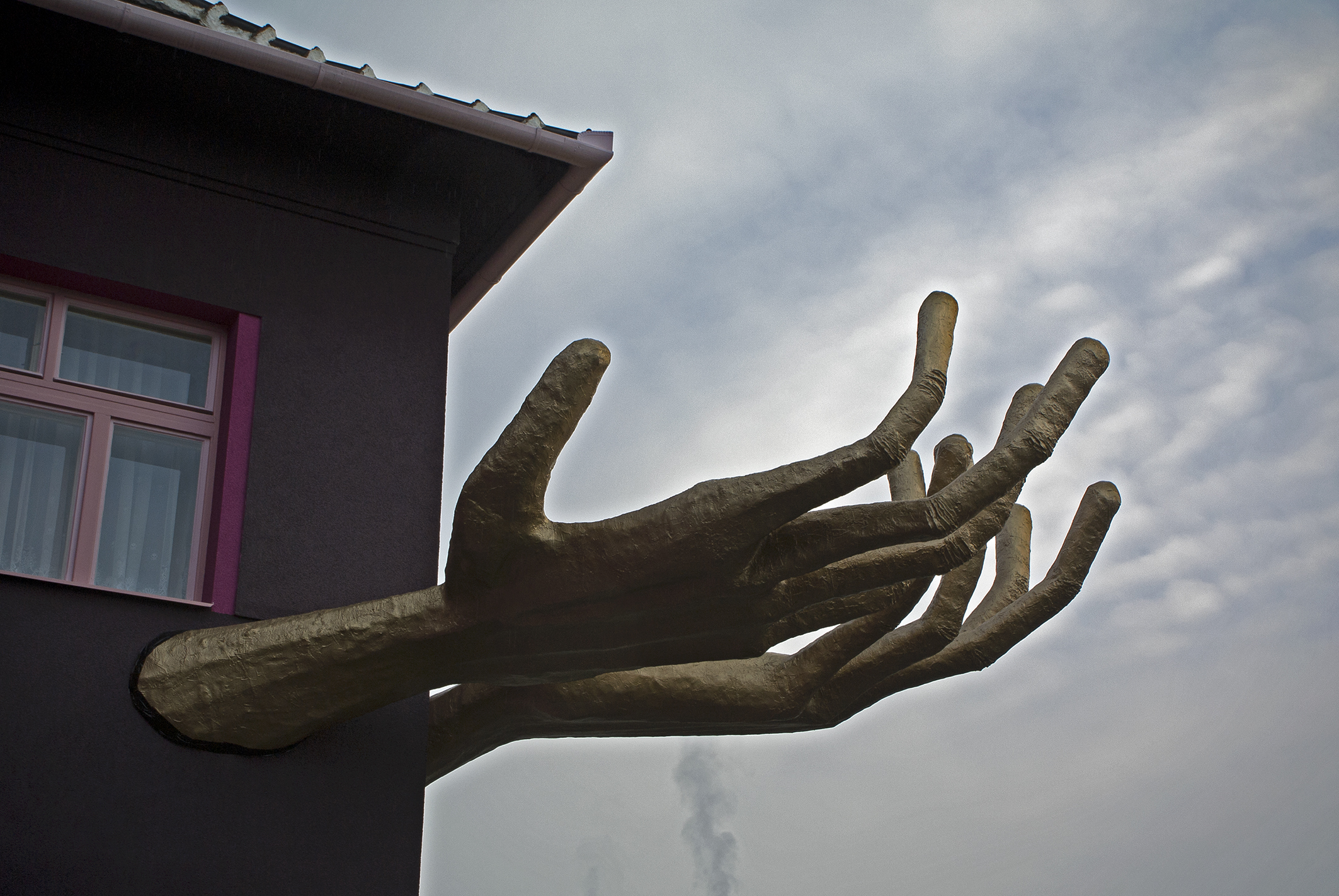

Kristkovy asambláže jsou svědectvím o proměnách doby. V 60. letech (například asambláž Nosící, 1969) přinášejí existenciální tematiku, později (Odhlučněná esetika luxusna, 1976) kritiku konzumu. V 80. letech zanechal Kristek své stopy v krajině, kde tvořil z materiálů a předmětů, které vyvrhlo moře či přinesla náhoda (Kristus z ostnatého drátu, 1983, Mořský kůň, 1986). V roce Sametové revoluce vytvořil z otevřeného okna asambláž s okřídlenou maskou (Gloria, zrození Homo divinensus intelektes, 1989), v následující dekádě se v jeho díle pod povrchem nachází smetiště (Na smetišti časů, 1994). S přelomem milénia akcentuje nesoulad mezi možnostmi vědy a úrovní etiky (V předčasně klonovaném věku jedné planety, 2003). Kristkův dům do sledu autorových asambláží přináší motiv domova, soukromí a vztahu člověka k přírodě v éře zacykleného lidského pachtění.
Kristkův dům se stal dějištěm filmů Ab ovo a Sisyfiade. Zařadil se k významných počinům Lubo Kristka, kterými jsou např. jeho příspěvek k sakrálním stavbám názedním oltářem Transcendentální kompozice mezi utrpením a nadějí (1977) ve vysvěcené kapli v německém Penzingu či realizace Pomníku pro pět smyslů (1991) pro Neues Stadtmuseum v Landsbergu, velkoformátové plastiky v architektuře Strom vědění (1981) v landsberském Gymnáziu Ignaze Köglera a bronzové kašny Pijící (1988) v lázních Greifenberg. Mezinárodní pozornosti dosáhl také desítkami happeningů a performancí (které od 70. let uspořádal v Německu, USA, Kanadě, Itálii, Španělsku, České republice, Rakousku, Turecku, Belgii, Polsku či na Slovensku), v nichž lze vysledovat návaznost na freudovskou psychoanalýzu a které se nesou v duchu paranoicko-kritické metody Salvadora Dalího. Česká republika je součástí jeho trojstátní sochařské pouti nazvané Kristkova podyjská glyptotéka.